# Astragalus nigrocalyx
Astragalus nigrocalyx là một loài thực vật có hoa trong họ Đậu. Loài này được Slobodov miêu tả khoa học đầu tiên.